# جون أبروتسي
جون أبروتسي (بالإنجليزية: John Abruzzi)‏ هو إحدى شخصيات المسلسل التلفزيوني بريسون بريك ، قام بتأدية هذه الشخصية الممثل السويدي بيتر ستورمار ، كان شخصية رئيسية في المسلسل قبل أن يصاب اصابة بليغة خلال الحلقة 13 ليبتعد عن السلسة مدة ست حلقات . مات في الحلقة الرابعة من الجزء الثاني.

## حياته قبل السجن
لعب جون ابروزي دور زعيم المافيا في مدينة شيكاغو قبل الزج به في سجن فوكس ريفر، اتهم بفضل شهادة أوتو فيبوناتشي (أحد مستخدميه) الذي رآه يِِأمر أحد معاونيه بتصفية رجلين. فتم ادخال فيبوناتشي اإلى برنامج حماية الشهود الحكومي وتم الحكم على جون أبروزي بالسجن 120 عاما مع استحالة العفو أو التخفيض.